# Jardín Botánico de Cabo Verde
El Jardín Botánico de Cabo Verde (en portugués: Jardim Botânico São Jorge) es el único jardín botánico de Cabo Verde y el que se encuentra en el extremo más occidental de toda África.

## Localización
El jardín botánico se encuentra en el municipio de São Lourenço dos Órgãos, isla de Santiago, Cabo Verde.

## Colecciones
Tiene una gran representación de la flora de Cabo Verde que coincide con la de otras islas de la Macaronesia, aunque con numerosos endemismos de estas islas.
Entre sus colecciones son de destacar:
- Palmas
- Hydrangeas
- Hibiscus